# Campylocheta mariae
Campylocheta mariae är en tvåvingeart som beskrevs av Bystrowski 2001. Campylocheta mariae ingår i släktet Campylocheta och familjen parasitflugor.
Artens utbredningsområde är Polen. Inga underarter finns listade i Catalogue of Life.